# Brique

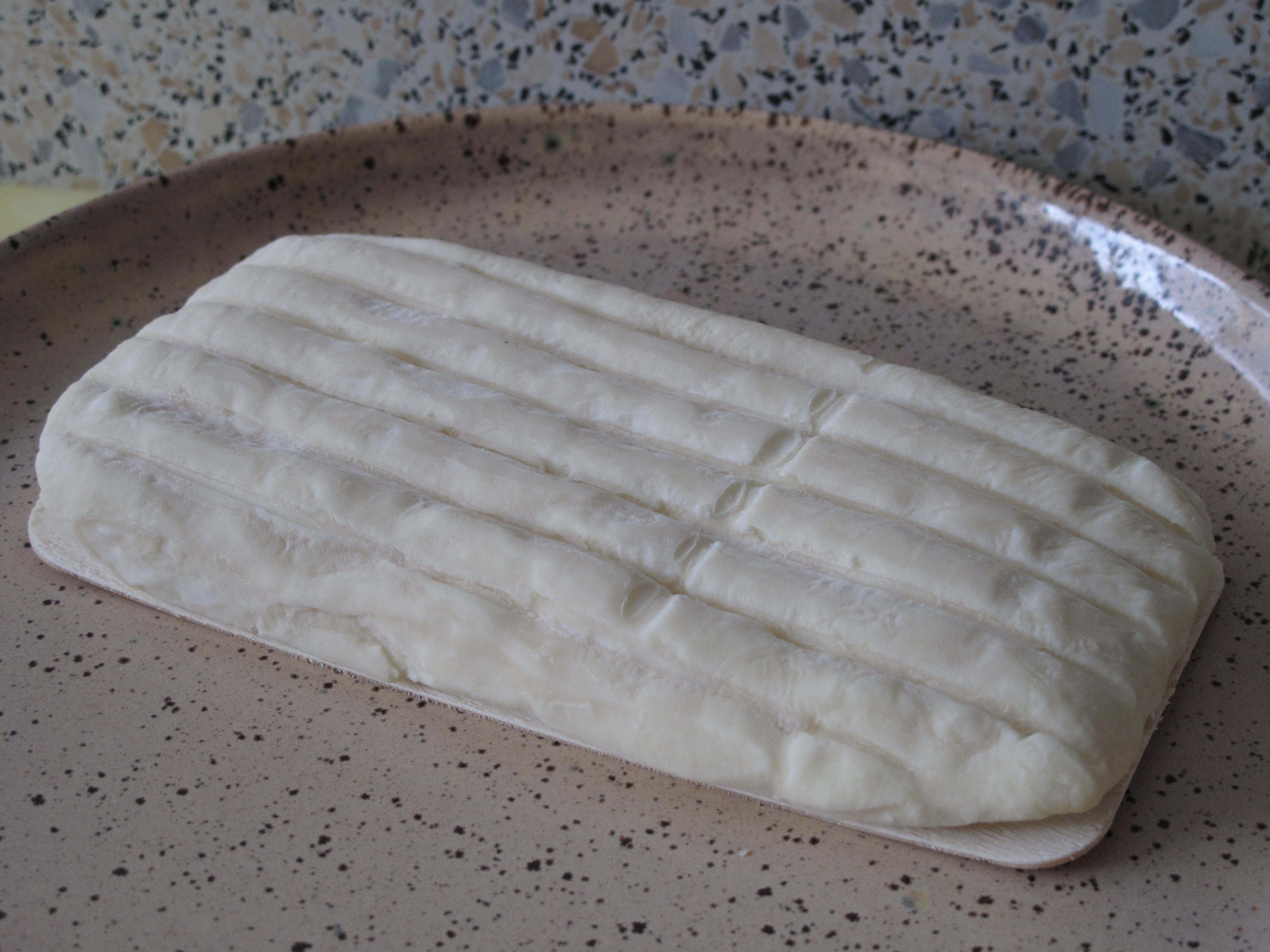
Brique du Forez

Brique (franska för tegelsten) är en familj franska ostar som tillverkas i och omkring Le Puy-en-Velay. Det förekommer brique-ostar baserade på fårmjölk, getmjölk och komjölk, de väger alla omkring 250 gram och har alla mjukt innanmäte och vitmögeltäckt yta.